# Synoicum stewartensis
Synoicum stewartensis är en sjöpungsart som först beskrevs av Wilhelm Michaelsen 1924.  Synoicum stewartensis ingår i släktet Synoicum och familjen klumpsjöpungar. Inga underarter finns listade i Catalogue of Life.